# Алина (женский футбольный клуб)
«Алина» — бывший советский и украинский футбольный клуб из Киева. Чемпион Украины 1997 года, серебряный призёр чемпионата Украины 1995 года, двукратный обладатель Кубка Украины 1995 и 1997 годов.

## История
Клуб был основан в 1990 году в Киеве под названием «Радосинь». В течение двух сезонов команда выступала в женском чемпионате СССР. В 1990 году «Радосинь» заняла 2-е место во второй зоне второй лиги, уступив черновицкой «Буковинке». В 1991 году играла во второй зоне первой лиги, где заняла 6-е место.
После распада Советского Союза вошла в первую лигу чемпионата Украины, где в 1992 году заняла 4-е место. В 1993 году команда, переименованная в «Алину», в связи с расширением высшей лиги получила повышение в классе. В дебютном сезоне заняла 11-е место, но уже в 1994 году стала бронзовым призёром чемпионата и вышла в финал Кубка Украины, где лишь по правилу выездного гола уступила «Донецку-Роси» (1:1, 0:0).
В 1995 году «Алина» выиграла серебряные медали чемпионата Украины и выиграла Кубок страны, победив в финале «Донецк-Рось» (2:1).
В 1996 году «Алина» вновь стала вице-чемпионкой Украины и дошла до финала Кубка страны, где крупно проиграла донецкой «Варне» (1:7).
В 1997 году «Алина» завоевала золотые медали чемпионата Украины и второй раз в истории клуба стала обладательницей Кубка Украины, выиграв в финале у донецкой «Дончанки» (1:0). Тем не менее, несмотря на самый успешный сезон в истории, по его окончании клуб был расформирован.

## Достижения
- Чемпион Украины (1): 1997
- Серебряный призёр чемпионата Украины (2): 1995, 1996
- Бронзовый призёр чемпионата Украины (1): 1994
- Обладатель Кубка Украины (2): 1995, 1997